# Raión de Keguichivka
El raión de Keguichivka (en ucraniano: Кегичівський район) es un raión o distrito de Ucrania en el óblast de Járkov. 
Comprende una superficie de 782 km².
La capital es la ciudad de Kegichivka.

## Demografía
Según estimación 2010 contaba con una población total de 21995 habitantes.

## Otros datos
El código KOATUU es 6323100000. El código postal 64000 y el prefijo telefónico +380 5755.